# 252P/LINEAR
252P/LINEAR, komet Jupiterove obitelji, objekt blizu Zemlji